# 케빈 오
케빈 오(영어: Kevin Oh, 1990년 8월 29일 ~ )는 대한민국의 가수이다. 2015년 Mnet 《슈퍼스타K 7》에 참가해 우승을 하며 데뷔했다. 종교는 개신교(침례회)이다. 한국계 미국인 가수로, 2017년 1월 20일 첫 EP 앨범 Stardust를 발매했다. 2019년 4월 JTBC의 슈퍼밴드에 참가해 최영진(드럼), 이종훈(베이스)와 함께 밴드 애프터문을 결성했다.
*2022년 11월 15일 첫 정규앨범 <Pieces of_>를 발매했다.

## 학력
- 다트머스대학 학사

## 방송 출연
- 2015년 Mnet 《슈퍼스타K 7》
- 2017년 JTBC2 《박한별의 말괄량이 길들이기》
- 2017년 KBS2 《불후의 명곡-전설을 노래하다》
- 2017년 ~tbs eFM 《Double Date (더블데이트)》 MC
- 2018년 ~ 2019년 Tbs eFM (All things k-pop) 킬라그램과 공동 MC
- 2019년 JTBC 《슈퍼밴드》
- 2020년 KBS2 《유희열의 스케치북》
- 2023년 TBS 《원더버스킹》

#### 슈퍼스타K7
| 단계              | 곡명 (원곡 가수)                     | 결과              |
| ----------------- | ------------------------------------ | ----------------- |
| 콜라보레이션 미션 | 가을이 오면 (이문세)                 | 탈락 후 추가 합격 |
| 라이벌 미션       | She Will Be Loved (Maroon 5)         | 합격              |
| TOP10             | 오늘같이 이런 창밖이 좋아 (신승훈)   | 합격(2위)         |
| TOP8              | 내 사랑 내 곁에 (김현식)             | 합격(3위)         |
| TOP6              | 마음 (아이유)                        | 합격(3위)         |
| TOP5              | 태양계 (성시경)                      | 합격(공동 3위)    |
| TOP3              | 비처럼 음악처럼 (김현식)             | 합격(1위)         |
| TOP2              | Blue Dream (자작곡) 꿈이 되어 (신곡) | 우승              |

#### 슈퍼밴드
| 단계         | 곡명 (원곡 가수)                 |
| ------------ | -------------------------------- |
|              | Remember (자작곡)                |
| 1라운드      | Fireflies (Owl City)             |
| 2라운드      | 누구 없소 (한영애)               |
| 3라운드      | Halo (Beyonce)                   |
| 4라운드      | 너와 함께 (이나우 팀 자작곡)     |
| 결선 1라운드 | Time After Time (Cyndi Lauper)   |
| 결선 2라운드 | Before Sunrise (애프터문 자작곡) |

### 드라마
- 2021년 넷플릭스 《무브 투 헤븐: 나는 유품정리사입니다》 - 매튜 그린(강성민) 역

## 음반
- 《Up》 (2015년)
- 《어제 오늘 내일》 (2016년)
- 《Stardust》 EP (2017년)
- 《알아줘 (Sorry)》 (2017년)
- 《Lover》 (2018년)
- 《How Do I》 (2018년)
- 《Remember》 (2019년)
- 《Anytime, Anywhere》 (2020년)
- 《Oh, My Sun》 (2021년)
- 《Pieces of_》1st 정규앨범 (2022년)
- 《잘 자, 그래도 돼》(2023년)

### OST
- 《디어 마이 프렌즈 OST Part 1》 (2016년)
- 《시카고 타자기 OST Part 4》 (2017년)
- 《맨홀 - 이상한 나라의 필 OST Part 9》 (2017년)
- 《열두밤 OST Part 1》 (2018년)
- 《일단 뜨겁게 청소하라 OST Part 9》 (2019년)
- 《스토브리그 OST Part 2》 (2020년)
- 《경우의 수 OST Part 8》 (2020년)
- 《D.P. OST 》 (2021년)
- 《설강화 OST Part 5》(2022년)
- 《유미의 세포들 시즌2 OST Part 6》(2022년)
- 《금수저 OST Part 3》(2022년)
- 《D.P. 시즌 2 OST》(2023년)

## 애프터문
- 《I Want It All》 (2019년)
- 《After Tonight》(2021년)

## 수상 경력
- 2015년 슈퍼스타K 7 우승

## 공연
- 2017.05.20 ~ 2017.05.21 그린플러그드 서울 2017 난지 한강공원
- 2019.08.31 ~ 2019.09.01 Someday Festival 2019 난지 한강공원
- 2019년 11월 30일 / 12월 1일 첫 단독 콘서트 <Here & Now> 연세대 백주년기념관 콘서트홀
- 2020.01.10 롤링 25주년 기념 공연 vol.2 케빈오＆전진희 홍대 롤링홀
- 2020년 2월 29일 앵콜콘서트 <Here & Now: Anytime, Anywhere> 예스24 라이브홀 (코로나19로 취소)
- 2020.04.05 블로썸 유어 데이 2020 : 케빈 오 & 슈퍼밴드 meets 오케스트라 롯데콘서트홀
- 2020.10.24 ~ 2020.10.25 단독 콘서트 <RE: THE NIGHT> 연세대 백주년기념관 콘서트홀
- 2021.07.31 썸머 브리즈 - 권태은의 런치송 프로젝트 with Friends 롯데콘서트홀
- 2021.11.06 2021 리스페스 안동×롤링홀 (RE:SPES ANDONG×ROLLINGHALL) 안동 문화관광단지 내 천연잔디구장
- 2021.11.21 온스타인웨이 Vol.12 <케빈오> 온라인
- 2021.11.21 온스타인웨이 Vol.12 <케빈오> -용인 글로리어겐 스튜디오
- ALIVE STAGE #5 : 케빈오 단독 콘서트 : After Tonight 홍대 롤링홀
- 2021.12.16 김바울 손태진 케빈오의 특별 콘서트 스윗 랑데부 -온라인
- 2021.12.16 김바울 손태진 케빈오의 특별 콘서트 스윗 랑데부 롯데콘서트홀
- 2021.12.24 서울숲재즈페스티벌 2021 Happy Christmas - 시네마 재즈 스케이프 in Christmas 소월아트홀
- 2021.12.30 ~ 2021.12.31 라운드미드나잇 해피이어엔드 세종문화회관 M씨어터
- 2022.03.19 2022 AJC 힐링 LIVE CONCERT 마포아트센터 아트홀맥
- 2022.11.11 케빈오의 다락방 -온라인
- 2022.12.03 ~ 2022.12.04 현대카드 Curated 80 케빈오 '2022 케빈오 콘서트 Pieces of _'  현대카드 UNDERSTAGE
- 2023.09.08 ~ 2023.09.09 뮤직ㆍ엔터테인먼트페어 MU:CON 2023 무신사 개러지